# Najwajean
Najwajean est un groupe de trip-hop espagnol, originaire de Madrid. Il est formé par Najwa Nimri, auteur-compositeur-interprète et actrice espagnole, et Carlos Jean, musicien, producteur, DJ et chanteur espagnol.

## Biographie
En 1996, Najwa Nimri et Carlos Jean forment Najwajean, un groupe qui a redéfini les frontières entre la musique électronique et la musique pop. Leur premier travail a été la création de l'album No Blood, qui a connu un succès commercial, en 1998. Les singles Mind Your Head, Take a Break, I Have Not Blood et Like Those Roses étaient des singles,,,.
En 2002, ils sortent l'album Selection et réalisent la bande-son du film espagnol Guerreros réalisé par Calparsoro, qui comprend le single Human Monkeys, nommé pour le Goya de la meilleure chanson,. En 2007, ils sortent 10 Years After, avec la chanson Dead for You comme titre le plus réussi de l'album. Ce single a été la chanson thème de l'émission Versión Española de la télévision espagnole (TVE) et leur titre le plus connu,,.
Par la suite, en 2008, Till It Breaks a été créé, avec Crime comme chanson vedette, puis, après sept ans sans sortir une nouvelle œuvre, ils ont produit Bonzo en 2015,. Au cours de l'été de cette année, ils se produisent à La Casa Encendida et au Teatro Price de Madrid.

## Discographie
- 1998 : No Blood
- 2002 : Selection
- 2007 : 10 Years After
- 2008 : Till It Breaks
- 2015 : Bonzo